# Lorisinae
De lori's (Lorisinae of ook wel Lorinae) vormen een onderfamilie van de familie Lorisidae die bestaat uit de halfapen (Strepsirrhini). De wetenschappelijke naam van de onderfamilie werd voor het eerst geldig gepubliceerd door John Edward Gray in 1821. Deze onderfamilie telt drie geslachten, namelijk Loris (slanke lori's), Nycticebus (grote plompe lori's) en Xanthonycticebus (kleine plompe lori's).

## Leefwijze
Lori's eten insecten. Ze hebben een goed gehoor en zien alles zeer scherp. Eén beweging van een insect en het wordt doorgestuurd naar de hersens van de lori. Hij beweegt zich razendsnel en vangt de prooi. Lori's leven voornamelijk in de jungles van Azië. 

## Taxonomie
- Onderfamilie: Lori's (Lorisinae)
  - Geslacht: Slanke lori's (Loris)
    - Soort: Grijze slanke lori (Loris lydekkerianus)
    - Soort: Loris malabaricus
    - Soort: Rode slanke lori (Loris tardigradus)

  - Geslacht: Plompe lori's (Nycticebus)
    - Soort: Nycticebus bancanus
    - Soort: Bengaalse plompe lori (Nycticebus bengalensis)
    - Soort: Nycticebus borneanus
    - Soort: Grote plompe lori (Nycticebus coucang)
    - Soort: Nycticebus hilleri
    - Soort: Nycticebus javanicus
    - Soort: Nycticebus kayan
    - Soort: Nycticebus menagensis

  - Geslacht: Xanthonycticebus
    - Soort: Xanthonycticebus intermedius
    - Soort: Kleine plompe lori (Xanthonycticebus pygmaeus)